# 中街
中街全称为中街路，原名为四平路，是位于中國辽宁省省会沈阳市沈河区皇城街道的一条商业步行街。中街得名于其地处原盛京城的中央位置，历史可以追溯到明朝末年，是中國歷史上第一條商業步行街。1997年被改造成为中国首条商业步行街。全长1500米。

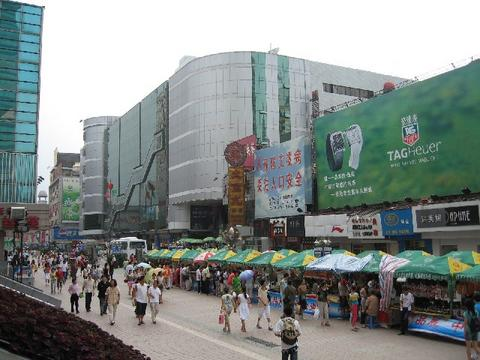
沈阳中街
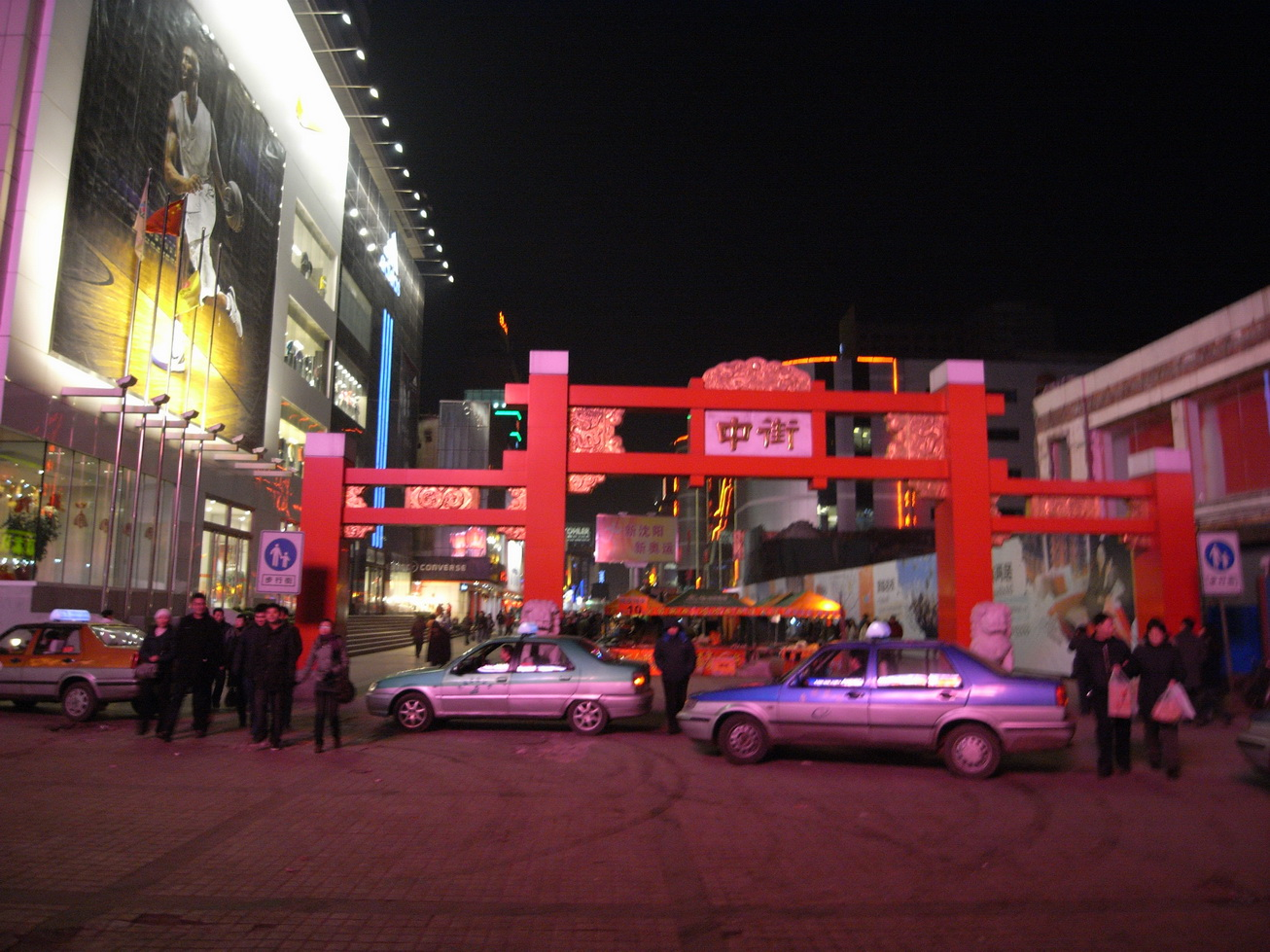
沈阳中街夜景
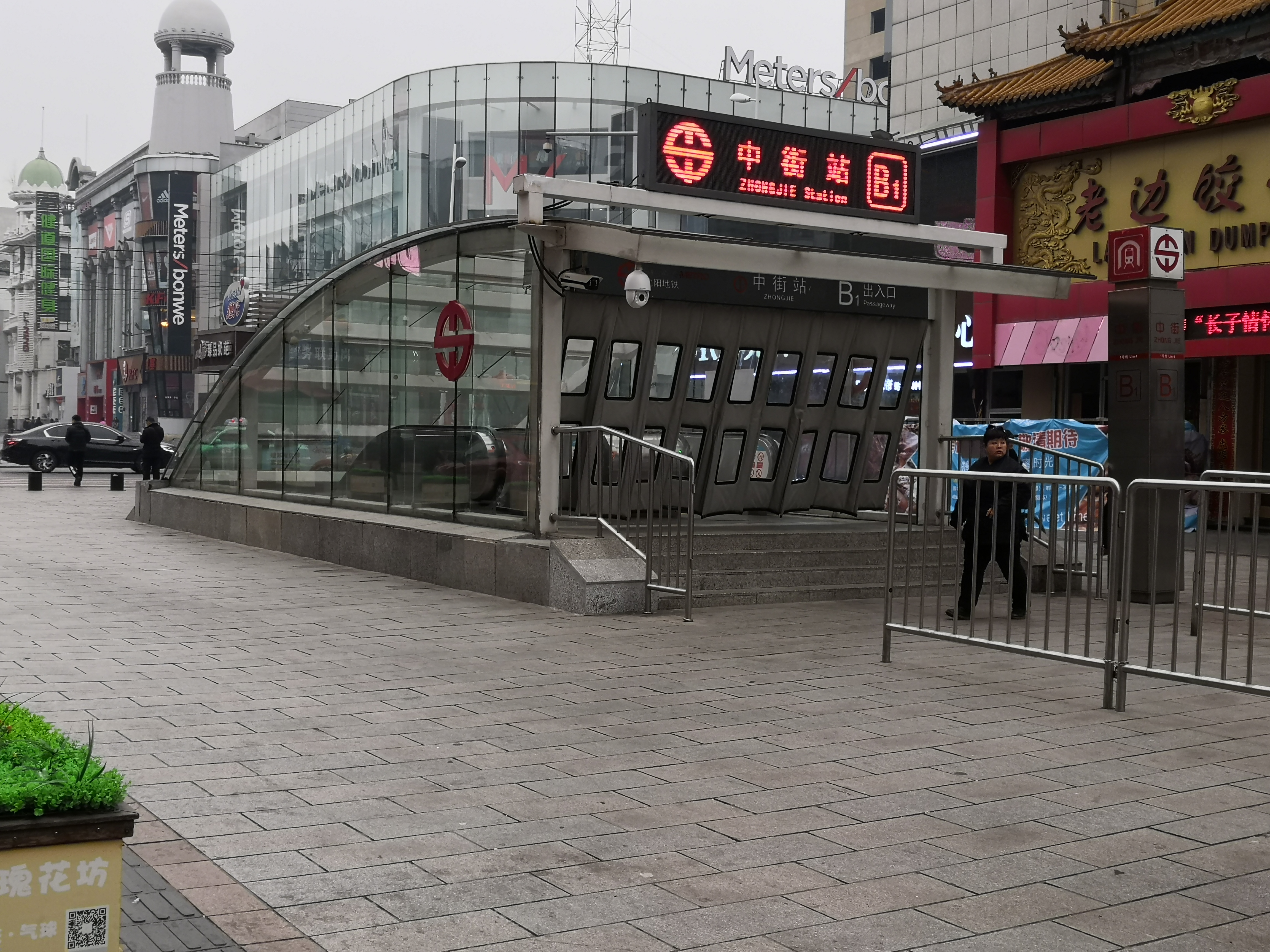
沈阳中街地铁站的B1出口
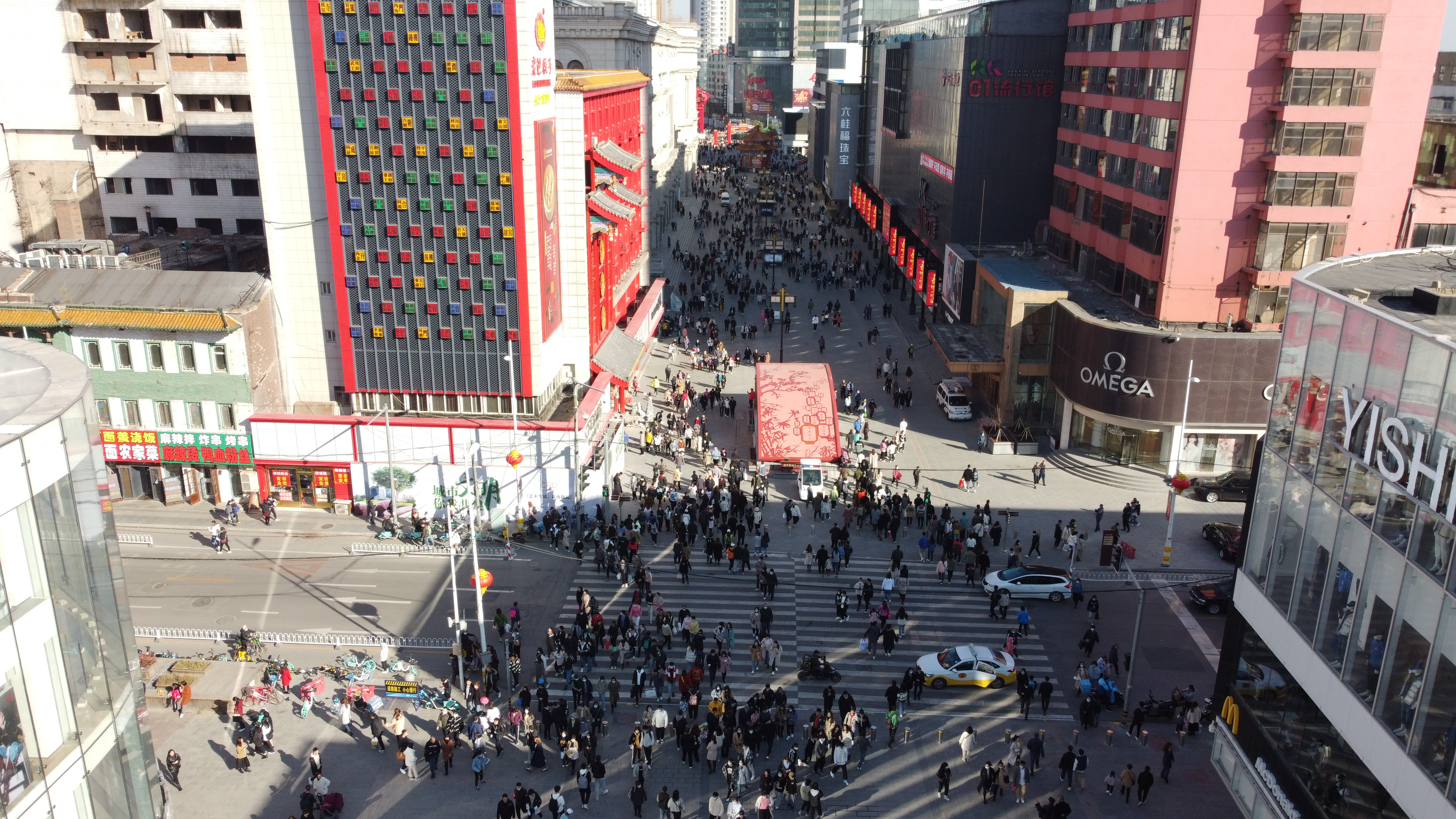
中街的一处路口